# Frank Conrad

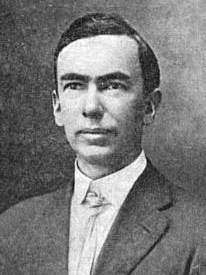
Frank Conrad

Frank Conrad (* 4. Mai 1874 in Pittsburgh; † 11. Dezember 1941 in Miami) war ein US-amerikanischer Rundfunkpionier.
Neben seiner beruflichen Tätigkeit als Ingenieur der Westinghouse Electric Corporation begann Frank Conrad, nach einigen eigenen Empfangsexperimenten von Signalen des Senders des Naval Observatory, 1916 mit privaten Sendeversuchen  seiner Amateurstation 8XK. Anfänglich waren das Musikaussendungen ab Schallplatte. Nach der Unterbrechung des Ersten Weltkriegs, entstand aus dieser Aktivität 1921 der heutige Radio- und Fernsehsender KDKA in Pittsburgh.
Frank Conrad erhielt 1928 ein Ehrendoktorat der University of Pittsburgh und 1930 die IEEE Edison Medal. Conrad hielt über 200 Patente.